# اندری پروتسکو
اندری پروتسکو (اوکراینی: Андрій Андрійович Процко؛ زادهٔ ۱۴ اکتبر ۱۹۴۷) بازیکن فوتبال اهل اتحاد جماهیر شوروی سوسیالیستی است.